# Martin Hernández
Martin Hernández (Cidade do México, 1 de junho de 1964) é um sonoplasta mexicano. Como reconhecimento, foi nomeado ao Oscar 2016 na categoria de Melhor Edição de Som|Melhor Edição de Som por The Martian.